# Herman Palme
Gustaf Herman Palme, född 12 februari 1884 i Eksjö, död 26 augusti 1941 i Stocksund, var en svensk apotekare.
Herman Palme avlade mogenhetsexamen i Växjö 1902, farmacie kandidatexamen 1905 och apotekarexamen 1911 samt blev 1919 filosofie kandidat och 1921 filosofie licentiat. Han hade apotekstjänst 1905–1909 och 1911–1914, var laborator i kemi och kemisk farmaci vid Farmaceutiska institutet 1915–1917 och 1920–1934, tillförordnad professor i dessa ämnen där 1921–1924 och 1930–1932 samt teknisk chef vid AB Elektrolys i Stockholm 1917–1920. 1923–1934 var han föreståndare för Statens farmaceutiska laboratorium, och från 1934 var han innehavare Apoteket C.W. Scheele i Stockholm. Palme var bland annat ordförande i centralstyrelsen för Sveriges apotekareförbund från 1939, ledamot av styrelsen för Farmaceutiska föreningen 1931–1940 och ordförande i Apotekarsocieteten från 1940. Han var ledamot av Stockholms läns landsting från 1938 och ordförande i Stocksunds köpings hälsovårdsnämnd från 1933. Hans vetenskapliga produktion utgjordes av ett fyrtiotal skrifter, huvudsakligen inom kemin och den kemiska farmacin. Palme var även flitigt verksamt som föreläsare och en skicklig fotograf. Han invaldes i Svenska läkaresällskapet 1915.